# Dirch og blåjakkerne
Dirch og blåjakkerne er en film fra 1964 og er instrueret af Arne Mattsson

## Medvirkende
- Dirch Passer som Sam
- Anita Lindblom som Carmen
- Åke Söderblom som Admiral Nappe von Lohring
- Nils Hallberg som Nitouche, balletmester
- Elisabeth Odén som Eva
- Per Asplin som Kadet
- Siv Ericks som Mrs. Plunkett
- Grynet Mollvig som Pia
- Carl-Axel Elfving som Fifi, akkompagnatør
- Marianne Mohaupt som Fia
- Arve Opsahl som Månsson, kalfaktor
- Lillevi Bergman som Mia
- Carl-Gustaf Lindstedt som Skibslæge
- Curt Ericson som Olsson
- Tomas Bolme som Kæmpe
- Hans Wahlbom som Sören
- Nils Kihlberg som Kaptajn Söderman
- Olof Huddén som Kommandør Swahn
- Lennart Lindberg som Løjtnant Berg
- Gustaf Lövås som Første herre
- Sven Holmberg som Anden herre
- Per Lekang som Sheik Ibn Gopal